# Prosnes

Prosnes este o comună în departamentul Marne, Franța. În 2009 avea o populație de 532 de locuitori.